# Millettia soyauxii
Millettia soyauxii är en ärtväxtart som beskrevs av Stephen Troyte Dunn. Millettia soyauxii ingår i släktet Millettia och familjen ärtväxter. Inga underarter finns listade i Catalogue of Life.